# Équipe d'Angleterre de rugby à XV au Tournoi des Cinq Nations 1957
L'équipe d'Angleterre a terminé première du Tournoi des Cinq Nations 1957 en réalisant un Grand chelem, soit quatre victoires pour quatre matches disputés. 
xx joueurs ont contribué à ce succès. 

## Première Ligne
- Eric Evans (4 matches, 4 comme titulaire) 4 fois capitaine

## Deuxième Ligne
- Muscles Currie (4 matches, 4 comme titulaire)

## Troisième Ligne
- Reg Higgins (4 matches, 4 comme titulaire)

## Demi de mêlée
- Dickie Jeeps (4 matches, 4 comme titulaire)

## Trois-quarts centre
- Jeff Butterfield (4 matches, 4 comme titulaire)
- Phil Davies (2 matches, 2 comme titulaire)

## Trois-quarts aile
- Peter Jackson (4 matches, 4 comme titulaire)
- Peter Thompson (4 matches, 4 comme titulaire)

## Arrières
- Bob Challis (3 matches, 3 comme titulaire)
- Dennis Allison (1 match, 1 comme titulaire)

## Résultats des matches
| 19 janvier 1957 à Cardiff | Pays de Galles | 00 - 3 | Angleterre |
| 9 février 1957 à Dublin   | Irlande        | 00 - 6 | Angleterre |
| 23 février 1957 à Londres | Angleterre     | 09 - 5 | France     |
| 16 mars 1957 à Londres    | Angleterre     | 16 - 3 | Écosse     |

|            | J | V | N | D | PP | PC | Pts |
| ---------- | - | - | - | - | -- | -- | --- |
| Angleterre | 4 | 4 | 0 | 0 | 34 | 8  | 8   |

## Meilleur réalisateur
- Bob Challis 10 points

## Meilleurs marqueurs d'essais
- Peter Jackson 3 essais
- Bob Challis, Eric Evans, Reg Higgins, Peter Thompson 1 essai